# King Power Stadium
King Power Stadium é um estádio de futebol localizado em Leicester, Inglaterra. É a casa do Leicester City. Foi aberto em 2002, tendo uma capacidade de 32 261 espectadores.
O estádio tem o nome da King Power, uma empresa que era de propriedade do antigo dono do clube, Vichai Srivaddhanaprabha. Anteriormente era conhecido como "Walkers Stadium", modificando-o após um acordo de patrocínio com a Walkers Crisps .